# Callulops eremnosphax
Callulops eremnosphax es una especie de anfibio anuro de la familia Microhylidae.

## Distribución geográfica
Esta especie es endémica de la provincia del Golfo en Papua Nueva Guinea. Solo se conoce en su localidad típica a unos 120 m de altitud.

## Descripción
Callulops eremnosphax mide 34 a 36 mm para los machos y hasta 43 mm para las hembras. Su dorso es marrón chocolate oscuro. Sus flancos se aclaran gradualmente en sus partes inferiores para convertirse en gris pardo. Su garganta es de color marrón oscuro. Su vientre es ligero y de color marrón grisáceo.

## Etimología
Su nombre de la especie proviene del griego eremnos, "oscuro", y de sphax, "garganta", en referencia a su apariencia. 

## Publicación original
- Kraus & Allison, 2009 : New species of frogs from Papua New Guinea. Bishop Museum Occasional Papers, vol. 104, p. 1-36[3]